# Fredrik Kolstø
Fredrik Kolstø, född 5 mars 1860, död 2 april 1945, var en norsk målare.
Kolstø utbildade sig i Oslo, München och Paris och framträdde först med interiörer och landskap, som visar skarp observationsförmåga och utmärkt karakteristik. Han blev senare en representant för det franska ljusmåleriet (impressionismen) men återgick senare till realismen. Kolstø hade en tid en konstskola i Bergen, men bosatte sig senare i Oslo. Även som porträttmålare, bland annat porträtt av Knud Bergslien, visar han friskhet och kraft.